# Großsteingrab Værebro golfbane Green 17
Das Großsteingrab Værebro golfbane Green 17 war eine megalithische Grabanlage der jungsteinzeitlichen Nordgruppe der Trichterbecherkultur im Kirchspiel Stenløse in der dänischen Kommune Egedal. Seine Überreste wurden 2005 entdeckt und archäologisch untersucht.

## Lage
Das Grab lag südwestlich von Stenløse auf dem Gelände des Værebro Golfcenter. In der näheren Umgebung gibt bzw. gab es zahlreiche weitere megalithische Grabanlagen.

## Forschungsgeschichte
Das Grab wurde 2005 im Zuge der Errichtung des Golfplatzes durch Mitarbeiter des Frederikssund Museums entdeckt und untersucht.

## Beschreibung

### Architektur
Bei der Grabung wurden zwei größere neuzeitliche Gruben festgestellt, die die Standorte entfernter Grabkammern markieren könnten. Maße, Orientierung und Typ der Anlage ließen sich nicht mehr bestimmen.

### Funde
Im Feld unmittelbar neben dem Fundort wurde ein ungeschliffenes Feuerstein-Beil der Trichterbecherkultur gefunden.